# Воїславовичі
Воїславовичі (серб. кир.: Војислављевић , мн. Vojislavljevići / Војислављевићи) — сербська середньовічна династія, названа на честь архонта Стефана Воїслава, який у середині XI століття відірвав у ромеїв держави Дуклю, Травунію, Захумле, внутрішню Сербію та Боснію. Його наступники, королі Михайло I Воєславлевич (пом. 1081) і Костянтин Бодін (пом. 1101) розширили та зміцнили державу. У XII столітті основна лінія роду Воїславовичів витіснена їхньою молодшою гілкою, Вукановичами (які стали династією Неманичів).

## Історія

### Стефан Воїслав
Стефан Воїслав, родоначальник династії, був шляхтичем на ромейській службі, який мав титули архонта та топарха далматинської кастри Зети та Стону. У 1034 році він очолив невдале повстання, яке призвело до його ув'язнення в Константинополі, однак йому вдалося втекти та повернутися, цього разу успішно здобувши незалежність своєї держави, якою він правитиме як князь сербів, титул, що означає верховний лідерство серед сербів. Сучасні ромейські автори називають його сербом. Хроніка Дуклянського священника, пізніше, більш сумнівне джерело, називає його двоюрідним братом попереднього правителя Йована Володимира (правління 990—1016).[B]

### Михайло I
Михайло I став князем у 1046 році. Він відновив незалежність і зберіг її від Імперії ромеїв. Він прагнув тісніших відносин з іншими великими державами, такими як Папа Римський і нормани. Михайло призначив свого сина Петрислава князем Рашки. Після припинення повстання в Болгарії військовий губернатор Діррахії Никифор Врієнній відновив ромейське панування над Рашкою в 1073 році. Повідомляється, що в 1077 році від папи Григорія VII Михайло отримав королівські знаки, хоча це все ще є предметом дебатів. Зображення короля Михайла з короною досі зберігається в церкві Св. Михайла в Стоні, місті на півострові Пелешац (сучасна Хорватія). Правління Михайла закінчилося в 1081 році.

### Костянтин Бодін
Його наступником став його син Костянтин Бодін, який правив з 1081 по 1101 рік. Боден воював з Імперією ромеїв та норманами далі на південь і взяв місто Діррахій. Він створив васальні держави в Боснії (при Стефані) і Рашці (при Вукані та Марко), які визнали його зверхність. Вукан і Марко, нові князі Рашки, ймовірно, були синами згаданого Петрислава. Вукан (1083—1115) був великим жупаном, тоді як Марко очолював управління частиною землі. Пізніше, в 1094 році, імператор ромеїв Олексій змусив Вукана визнати сюзеренітет імперії. Після смерті Бодіна в 1101 році безперервна боротьба за владу між його спадкоємцями послабила державу. Раніше Бодін вигнав Доброслава, свого молодшого брата, разом із двоюрідним братом Кочапаром. У 1101 році вони повернулися і змагалися за владу разом з іншим онуком Михайла, Володимиром. В один момент Володимир одружився з дочкою Вукана з Рашки.

### Занепад
У 1114 році до влади в Дуклі прийшов Джордже, син Костянтина Бодіна. Наступного року Вукана змінив у Рашці його племінник Урош I (бл. 1115—1131). Правління Джордже тривало до 1118 року.
Одним із синів Уроша I був Завида, князь Захумля. Його чотири сини врешті-решт наведуть порядок на землях Рашки та заснують дім Неманичів.
У цій боротьбі прорашські правителі зрештою зуміли піднятися до влади в Дуклі, кульмінацією чого стало піднесення Стефана Немані, одного із синів Завиди (близько 1166 р.). Його син Стефан Неманич відновив стару дуклянську корону в 1217 році, отримавши від папи королівські знаки «короля всіх сербських і морських земель».

## Список правителів
| Зображення | Ім'я                         | Титул                                                            | Правління | Примітки |
| --- | ---------------------------- | ---------------------------------------------------------------- | --------- | --- |
| | Стефан Воїслав (Доброслав I) | «Князь Сербів» або «Сербії»                                      | 1018–1043 | Повалив зверхність ромеїв над слов'янами в Дуклі; засновник династії Воїславивичів; у 1035 повстав проти Імперії ромеїв, але був змушений підписати перемир'я; знову пішов на війну в 1040 р., яку продовжить його спадкоємець і син Михайло. Крім Дуклі, до його володінь належала Травунія з Конавле та Захумлє.                |
| За Хронікою дуклянського священика, між 1043 і 1046 роками Дукляю правили Неда (1043—1046) і Гоїслав (бл. 1046). |                              |                                                                  |           | |
| | Михайло І                    | «Князь племен і сербів» «Король слов'ян»                         | 1046–1081 | Правив Дуклеєю як король, спочатку як ромейський васал із титулом протоспатарія, потім після 1077 року як номінальний служитель папи Григорія VII. Він відчужував себе від ромеїв, коли підтримав слов'янське повстання 1071 року. У 1077 році він отримав королівський знак від Григорія VII після церковного розколу 1054 року. |
| | Костянтин Бодін              | «Протосеваст і екзекутор Діоклії та Сербії» Король (титулований) | 1081–1101 | Крім Дуклі, його держава включала Травунію, Захумлє, внутрішню Сербію та Боснію. Був одним із керівників слов'янського повстання 1072 року проти Імперії ромеїв, прийнявши титул царя Болгарії під ім'ям «Петро III». Візантійці проголошують його протосевастом.                                                                 |
| | Доброслав ІІ                 | «Король слов'ян» (титулярний)                                    | 1101–1102 | Доброслав був одним із чотирьох синів короля Михайла І. Хоча Доброслав був старшим сином, Михайло обрав своїм наступником свого фаворита Костянтина Бодіна. Бодін безперечно правив до своєї смерті в 1101 році. Доброслав II став титулярним «королем слов'ян».                                                                  |
| Літопис також стверджує, що наступні члени того ж роду правили Дуклею, однак у тогочасних джерелах ніхто не згадується. - Король Михайло ІІ (1102) - Король Кочапар (1102–1103) - Король Володимир ІІ (1103–1114) - Король Джорде (1114–1118, 1125–1131) - Князь Грубеша (1118–1125) - Князь Градігна (1131–1145) - Князь Радослав (1146–1148, 1162) - Князь Михайло ІІІ (1180–86/89) - Княгиня Десіслава (1186–1189) |                              |                                                                  |           | |

## Родинне дерево
- Стефан Воїслав
  - Ґойслав
  - Радослав
    - Браніслав
      - Кочапар (1102–03)
      - Грубеша
      -  Градіхна (1125–45)
        -  Радослав (1146–1148, 1162)
          -  Михайло III (1180–86)

    - Градіслав
      -  Беріня

    - Саганек
    -  Предимир

  -  Михайло I, Король слов'ян (Duklja)
    - Доброслав II
    - Володимир
    - Костянтин Бодін
      - Михайло II
      -  Джорде Бодінович (1113–31)

    -  Петріслав, Князь Рашки (ca. 1050–1083)
      -  Вукан
        -  Вукановичі

### Першоджерела
- Шишић, Фердо, ред. (1928). Летопис Попа Дукљанина (Chronicle of the Priest of Duklja). Београд-Загреб: Српска краљевска академија.
- Кунчер, Драгана (2009). Gesta Regum Sclavorum. Т. 1. Београд-Никшић: Историјски институт, Манастир Острог.
- Живковић, Тибор (2009). Gesta Regum Sclavorum. Т. 2. Београд-Никшић: Историјски институт, Манастир Острог.
- Thurn, Hans, ред. (1973). Ioannis Scylitzae Synopsis historiarum. Berlin-New York: De Gruyter. ISBN 9783110022858.

### Вторинні джерела
- Bataković, Dušan T., ред. (2005). Histoire du peuple serbe [History of the Serbian People] (фр.). Lausanne: L’Age d’Homme. ISBN 9782825119587.
- Ćirković, Sima (2004). The Serbs. Malden: Blackwell Publishing. ISBN 9781405142915.
- Curta, Florin (2006). Southeastern Europe in the Middle Ages, 500–1250. Cambridge: Cambridge University Press. ISBN 9780521815390.
- Fine, John Van Antwerp Jr. (1991) [1983]. The Early Medieval Balkans: A Critical Survey from the Sixth to the Late Twelfth Century. Ann Arbor, Michigan: University of Michigan Press. ISBN 0472081497.
- Lazarević, Dragana (2014). The Invention of the Balkan Identities: Finding the Founding Fathers and the Myths of Origin - the Montenegrin Case. Историја и географија: Сусрети и прожимања. Београд: Институт за новију историју Србије. с. 423—443. ISBN 9788670051256.
- Obolensky, Dimitri (1974) [1971]. The Byzantine Commonwealth: Eastern Europe, 500-1453. London: Cardinal.
- Ostrogorsky, George (1956). History of the Byzantine State. Oxford: Basil Blackwell.
- Samardžić, Radovan; Duškov, Milan, ред. (1993). Serbs in European Civilization. Belgrade: Nova, Serbian Academy of Sciences and Arts, Institute for Balkan Studies.
- Stephenson, Paul (2000). Byzantium's Balkan Frontier: A Political Study of the Northern Balkans, 900–1204. Cambridge: Cambridge University Press.
- Stephenson, Paul (2003a). The Legend of Basil the Bulgar-Slayer. Cambridge: Cambridge University Press.
- Stephenson, Paul (2003b). The Balkan Frontier in the Year 1000. Byzantium in the Year 1000. BRILL. с. 109—134.
- Vlasto, Alexis P. (1970). The Entry of the Slavs into Christendom: An Introduction to the Medieval History of the Slavs. Cambridge: Cambridge University Press.
- Živković, Tibor (2008). Forging unity: The South Slavs between East and West 550-1150. Belgrade: The Institute of History, Čigoja štampa.
- Živković, Tibor (2013b). The Urban Landscape of Early Medieval Slavic Principalities in the Territories of the Former Praefectura Illyricum and in the Province of Dalmatia (ca. 610-950). The World of the Slavs: Studies of the East, West and South Slavs: Civitas, Oppidas, Villas and Archeological Evidence (7th to 11th Centuries AD). Belgrade: The Institute for History. с. 15—36. ISBN 9788677431044.